# 萊蒙托夫 (斯塔夫羅波爾邊疆區)
44°06′N 42°58′E / 44.100°N 42.967°E
萊蒙托夫（俄语：Ле́рмонтов）是俄羅斯斯塔夫羅波爾邊疆區北部的一個城市，位於區府斯塔夫羅波爾東南182公里。2002年人口22,964人。
本市建於1953年，以俄國詩人萊蒙托夫命名。1956年建市。